# F-82戰鬥機
F-82戰鬥機，又名称：双生野马（英語：Twin Mustang）是美国空军的双座战斗机，原称P-82。P-82双发野马不单是两架P-51合在一片单翼上，是北美人航空在P-51的基础上发展出来的一种双身远程战斗机。更确切的说，P-82是一个全新的设计，基本动力装置为两台1600马力Allison V-1710-143/145活塞发动机，以双构架布局来达到远距航程与良好的耐久性。构思产生于1943年初期太平洋战争时，飛行員經常在長途奔襲时在座艙裡待六至八小時，雙人P-82预期提供导航仪，尽管没有装备完整的飞行控制设备，也能代替飞行员“下达”简令时间。两个构架或“机身”尽管类似于P-51的，但实际上整个都是全新的结构。左右兩邊都有操控飛機的完整設備，夜間戰鬥型則是只有左側能駕駛，右側為雷達操作官。曾参加，並擊落过朝鲜人民军的苏制Yak-9P战斗机。

## 遊戲
- 戰爭雷霆